# CyberHelix
『CyberHelix』（サイバーヘリックス）は、THE RAMPAGE from EXILE TRIBEの22枚目のシングル。2024年5月8日にrhythm zoneから発売された。

## 概要
前作「片隅」から6カ月ぶりのシングル。「RRRX盤(CD+2DVD)」、「RRRX盤(CD+2BD)」、「MV盤(CD＋DVD)」、「CD ONLY」 の全4形態 で発売。表題曲は2024年4月からスタートのアリーナツアー「THE RAMPAGE LIVE TOUR 2024 “CyberHelix" RX-16」テーマ曲、日本テレビ系『DayDay.』2024年5月度エンディングテーマ。C/W曲「Let’s Go Crazy」は日本テレビ系の冠番組「RUN! RUN! RAMPAGE X」主題歌、東京インテリア TV CMソング。

## メディアでの使用
CyberHelix
- 日本テレビ系『DayDay.』2024年5月度エンディングテーマ

Let's Go Crazy
- 「RUN! RUN! RAMPAGE X」主題歌
- 東京インテリア TV CMソング

## 収録曲
CD
1. CyberHelix [3:59]
作詞・作曲：T.Kura・Chaki Zulu・ZERO
2. Let's Go Crazy [2:45]
作詞：和田昌哉、作曲：RUSH EYE・Ryo Fujishima・WON
3. CyberHelix (Instrumental)
4. Let's Go Crazy (Instrumental)

MV盤(DVDのみ)
1. CyberHelix (MUSIC VIDEO)
2. CyberHelix MUSIC VIDEO MAKING MOVIE

RRRX盤(DVD / Blu-ray)
1. RUN! RUN! RAMPAGE X (全9回)